# Lakuntza
Lakuntza là một đô thị trong tỉnh và cộng đồng tự trị Navarre, Tây Ban Nha. Đô thị này có diện tích là 11,12 ki-lô-mét vuông, dân số năm 2007 là người với mật độ người/km²